# Octoblepharum leucobryoides
Octoblepharum leucobryoides là một loài rêu trong họ Octoblepharaceae. Loài này được O. Yano mô tả khoa học đầu tiên năm 1993.